# Дата-центр АНБ

Дата-центр в штате Юта с общей площадью около 1 миллиона квадратных футов — третий по размеру среди крупнейших дата-центров в мире. Он обрабатывает и хранит данные, полученные АНБ путём перехвата спутниковых и подводных кабельных линий связи. Аналитики АНБ будут расшифровывать и анализировать данные с целью выявления потенциальных угроз национальной безопасности. Мощная система резервных генераторов гарантирует бесперебойный доступ к данным, а система кондиционеров поддерживает необходимый температурный режим компьютеров дата-центра. Схема составлена по данным Wired и Forbes.

Дата-центр Агентства национальной безопасности в штате Юта, также известный как Центр обработки данных инициативы разведывательного сообщества по всеобъемлющей национальной кибербезопасности, является хранилищем данных разведывательного сообщества США, предназначенным для хранения очень больших объёмов данных. Провозглашенной целью создания дата-центра является поддержка комплексной национальной инициативы по кибербезопасности, хотя его точная миссия засекречена. Дата-центр расположен в штате Юта рядом с тренировочным центром Национальной гвардии США Кэмп Уильямс неподалеку от городка Блаффдейл между озером Юта и Большим Солёным озером.

## Цели

Дата-центр в Блаффдейле, штат Юта

Предполагается, что дата-центр сможет обрабатывать «все виды коммуникаций, в том числе полное содержание частной переписки по электронной почте, разговоров по мобильным телефонам, Интернет-поиска, а также все виды персональных данных: квитанции на парковки, маршруты путешествий, покупки в книжных магазинах, и данные других сделок, совершенных с помощью цифровых технологий». В ответ на заявления о том, что центр обработки данных будет использоваться для незаконного слежения за перепиской граждан США, представитель АНБ отметил: «Было сделано много необоснованных обвинений о запланированных мероприятиях дата-центра в Юте… одно из самых больших заблуждений об АНБ — считать, что мы незаконно прослушивали и читали электронную почту граждан США. Это просто не тот случай».
В апреле 2009 года должностные лица министерства юстиции США признали, что АНБ вело крупномасштабный сбор информации с внутренних коммуникаций граждан США с превышением полномочий, но утверждали при этом, что действия были непреднамеренными и с тех пор были исправлены.
В августе 2012 года газета Нью-Йорк Таймс опубликовала ряд коротких документальных очерков независимых режиссёров под названием The Program, основанных на интервью с бывшим сотрудником АНБ Уильямом Бинни, разработчиком проекта Stellar Wind. Этот проект был предназначен для ведения внешней радиоэлектронной разведки, но, по утверждению Бинни, после терактов 11 сентября 2001 года данные, относящиеся к гражданам США, были удалены, что вызывает опасения, что действия АНБ являются незаконными и неконституционными. Бинни утверждал, что дата-центр в Блаффдейле предназначен для хранения широкого спектра данных перехвата внутренних коммуникаций и анализа данных, собранных незаконным путём.
Документы, опубликованные в СМИ в июне 2013 года, содержат также описание программы АНБ PRISM, предоставляющей возможности углубленного наблюдения за активными интернет-коммуникациями и хранимой информацией. Эти документы фиксируют расширение активности АНБ. Правозащитники в связи с этим выразили обеспокоенность по поводу уникальных возможностей, которые новый дата-центр даст спецслужбам.
Ожидается, что дата-центр в Юте после своего открытия в 2013 году будет хранить интернет-данные, а также архив телефонных разговоров из скандально известной базы данных MAINWAY, содержащей записи миллиардов телефонных звонков, перехваченных АНБ.

## Характеристики
Планируемая общая площадь дата-центра составит 1-1,5 млн квадратных футов (100−150 тыс. квадратных метров), из которых 100 000 квадратных футов (примерно 10 тыс. м²) предназначены для размещения компьютеров и порядка 900 000 квадратных футов (80 тыс. м²) — для служб технической поддержки и администрации. Общая стоимость дата-центра, по прогнозам, составит от 1,5 млрд $. до 2 млрд $, и строительство должно быть завершено в сентябре 2013 года. Некоторые источники утверждают, что после сооружения самого дата-центра потребуются ещё затраты в 2 млрд $ для приобретения оборудования, программного обеспечения и технического обслуживания. Ожидается, что энергопотребление дата-центра составит порядка 65 мегаватт, что обойдётся примерно в 40 млн $ в год.
По частной оценке бывшего сотрудника АНБ Уильяма Бинни, приведенной National Public Radio, новый центр якобы позволит обеспечить хранение и обработку (handle and process) до пяти зеттабайт информации, хотя реальные возможности дата-центра засекречены. Данная многократно завышенная оценка, согласно журналу Forbes, была получена Бинни на основании маркетинговых заявлений компании Cleversafe о том, что одна из её СХД обеспечивает хранение 10 эксабайт, используя модули размером в 21 серверную стойку каждый. Он ошибочно предположил, что 10 эксабайт хранятся в одном модуле, тогда как реально для 10 эксабайт требуется использование 560 модулей (суммарно 11 тысяч 760 серверных стоек). По более реальным оценкам инженера Internet Archive и Пола Викси, цитируемым корреспондентом Forbes, суммарная ёмкость носителей информации в дата-центре может достигнуть 3-12 эксабайт в ближайшее время.